# L'Acteur disparu
Pour plus de détails, voir Fiche technique et Distribution.
L'Acteur disparu (L'attore scomparso) est un film italien réalisé par Luigi Zampa et Gennaro Righelli, sorti en 1941.

## Synopsis
Un jeune acteur, fatigué d’être employé dans des rôles négligeables, concocte un canular. Son personnage implique seulement d’être  caché dans un placard et tué en tant qu’amant de la femme du protagoniste. Mais quand lui, dans le rôle du mari trahi, ouvre les portes du placard, il ne trouve personne à abattre. La pièce doit donc être suspendue et le directeur de la compagnie est obligé d’inviter le public à être remboursé.
Mais juste à ce moment-là, un inspecteur de police intervient pour regarder la pièce et arrête tout. En fait, le matin même, il a reçu une lettre anonyme annonçant un crime pour le soir à ce théâtre. La disparition de l’acteur semble lui donner raison, puis il monte sur scène et commence une enquête dans laquelle tous les secrets des protagonistes émergent et sont mis à nu. Ce qui était censé n’être qu’un spectacle se transforme alors en représentation de la réalité, avec sa mesquinerie, son hypocrisie et sa méchanceté.

## Fiche technique
Sauf indication contraire, les informations mentionnées dans cette section peuvent être confirmées par la base de données cinématographiques IMDb,  présente dans la section « Liens externes ».
- Titre français : L'Acteur disparu[2]
- Titre original : L'attore scomparso[3]
- Réalisation : Luigi Zampa et Gennaro Righelli[2],[3]
- Scénario : Luigi Zampa et Guglielmo Usellini
- Photographie : Domenico Scala
- Musique : Salvatore Allegra
- Société de production : Imperial Film
- Pays de production : Royaume d'Italie
- Langue originale : italien
- Format : Noir et blanc - 1,37:1 - Son mono - 35 mm
- Durée : 78 minutes (1 h 18)
- Genre : Comédie policière[2]
- Date de sortie :
  - Royaume d'Italie : 2 juin 1941
  - France : Distribué en province durant l'Occupation[2]

## Distribution
- Vivi Gioi : L'actrice
- Maria Mercader : L'actrice naïve
- Stefano Sibaldi : L'acteur
- Giulio Donadio : Le commissaire de police
- Carlo Campanini : L'autre acteur
- Lauro Gazzolo : L'impresario
- Bianca Della Corte : La fille
- Maria Jacobini : La mère
- Virgilio Riento : Le chercheur de propriété
- Arturo Bragaglia
- Valentina Cortese
- Gian Paolo Rosmino